# 溪畔杜鹃
溪畔杜鹃（学名：Rhododendron rivulare）为杜鹃花科杜鹃花属下的一个种。

## 扩展阅读
- 維基物種上的相關：溪畔杜鹃